# خط أنابيب بين العراق وايران وسوريا
خط الأنابيب بين العراق وإيران وسوريا (تسمى كذلك بخطوط أنابيب الصداقة من قبل الحكومات المعنية وخط الغاز الإسلامي من قبل بعض المصادر الغربية) هو خط أنابيب غاز طبيعي مقترح يمتد من جنوب حقل بارس الإيراني شمال قبة غاز الماء المتكثف نحو أوروبا عبر إيران والعراق وسوريا ولبنان لتزويد العملاء الأوروبيين وكذلك العراق وسوريا ولبنان.